# Tabernaemontana grandiflora
Tabernaemontana grandiflora är en oleanderväxtart som beskrevs av Nikolaus Joseph von Jacquin. Tabernaemontana grandiflora ingår i släktet Tabernaemontana och familjen oleanderväxter. Inga underarter finns listade i Catalogue of Life.